# Parvoraphidia aluada
Parvoraphidia aluada is een kameelhalsvliegensoort uit de familie van de Raphidiidae. De soort komt voor in Griekenland.
Parvoraphidia aluada werd voor het eerst wetenschappelijk beschreven door H. Aspöck & U. Aspöck in 1975.